# Yellowjackets (serie televisiva)
Yellowjackets è una serie televisiva statunitense creata da Ashley Lyle e Bart Nickerson. Vede come protagoniste Sophie Nélisse, Jasmin Savoy Brown, Sophie Thatcher e Sammi Hanratty come quattro adolescenti coinvolte in un incidente aereo, con Melanie Lynskey, Tawny Cypress, Christina Ricci e Juliette Lewis che interpretano le loro controparti adulte e come rivelano la verità riguardo alla loro sopravvivenza venticinque anni dopo. La serie ha debuttato il 14 novembre 2021 su Showtime.
La serie è stata paragonata, per i suoi contenuti e i temi trattati, a Il signore delle mosche, Lost e It.

## Trama
Nel 1996 una squadra di calcio femminile liceale del New Jersey viaggia verso Seattle per un torneo nazionale. Mentre volano sul Canada, l'aereo precipita nella regione selvaggia dell'Ontario ed i superstiti vengono abbandonati a loro stessi per diciannove mesi. La serie racconta la loro discesa nella follia e traccia i tentativi per ricomporre le loro vite nel 2021.

## Episodi
| Stagione         | Episodi | Prima TV USA | Prima TV / Pubblicazione Italia |
| ---------------- | ------- | ------------ | ------------------------------- |
| Prima stagione   | 10      | 2021-2022    | 2021-2022                       |
| Seconda stagione | 9       | 2023         | 2023                            |
| Terza stagione   | 10      | 2025         | 2025                            |

## Personaggi e interpreti

### Principali
- Shauna Shipman (stagione 1-in corso), interpretata da Melanie Lynskey (adulta) e da Sophie Nélisse (giovane), doppiata da Barbara De Bortoli (adulta) e da Chiara Fabiano (giovane).
Nel passato è una giocatrice delle Yellowjackets e la migliore amica di Jackie, nonché amante del suo fidanzato Jeff Sadecki. Nel presente è sposata con Jeff, ex re del ballo di fine anno, con cui ha una figlia Callie e cerca in ogni modo di tenere i suoi oscuri segreti al sicuro.
- Taissa Turner (stagione 1-in corso), interpretata da Tawny Cypress (adulta) e da Jasmin Savoy Brown (giovane), doppiata da Laura Romano (adulta) e da Veronica Benassi (giovane).
Nel passato è stata la miglior giocatrice delle Yellowjackets. Da sempre ambiziosa, competitiva e alla costante ricerca della perfezione, nel presente è candidata a divenire senatrice del New Jersey ed è sposata con Simone Abara con cui ha un figlio Sammy.
- Jackie Taylor (stagione 1, guest star stagioni 2-3), interpretata da Ella Purnell, doppiata da Veronica Puccio.
Capitano delle Yellowjackets, migliore amica di Shauna e fidanzata di Jeff Sadecki. La sua autorità sul gruppo viene messa in discussione durante i diciannove mesi passati dalle ragazze nei boschi. Muore assiderata all'inizio dell'inverno 1996, dopo aver passato la notte all'aperto in seguito a un duro diverbio con il gruppo (e specialmente con Shauna).
- Natalie Scatorccio (stagione 1-in corso), interpretata da Juliette Lewis (adulta) (stagioni 1-2) e da Sophie Thatcher (giovane), doppiata da Eleonora De Angelis (adulta) e da Lucrezia Marricchi (giovane).
Nel 1996 è una giocatrice delle Yellowjackets, talentuosa ma asociale e dipendente da droga e alcol. Durante i diciannove mesi nei boschi si rivela una eccellente tiratrice e viene scelta come cacciatrice del gruppo assieme a Travis Martinez, ottenendo l'affidamento dell'unica arma da fuoco a disposizione. Nel presente continua ad avere problemi con la tossicodipendenza ed è stata più volte in comunità (pagata da Taissa).
- Misty Quigley (stagione 1-in corso), interpretata da Christina Ricci (adulta) e da Sammi Hanratty (giovane), doppiata da Georgia Lepore (adulta) e da Vittoria Bartolomei (giovane).
Nel passato era la responsabile dell’equipaggiamento delle Yellowjackets, che la vedevano come patetica e strana; nei boschi si è rivelata una buona infermiera ma ha anche mostrato diverse stranezze comportamentali: ha distrutto la radiotrasmittente dell'aereo, impedendo che il relitto venisse localizzato, e ha cercato di avvelenare Coach Ben. Nel presente è un’infermiera presso una casa di riposo, intelligente ma spietata e manipolatrice.
- Benjamin "Ben" Scott (stagioni 1-3), interpretato da Steven Krueger, doppiato da Flavio Aquilone.
Assistente allenatore delle Yellowjackets, che si scoprirà essere segretamente gay. Perde una gamba nell'incidente aereo.
- Jeff Sadecki (stagione 1-in corso), interpretato da Warren Kole (adulto) e da Jack DePew (giovane), doppiato da Simone D'Andrea (adulto).
Nel passato era il ragazzo di Jackie, ma aveva anche una relazione segreta con Shauna. È anche stato il re del ballo di fine anno. Nel presente è il marito di Shauna, con cui ha una figlia di nome Callie, e si ritrova in una vita che non si è rivelata come sperava; è il proprietario di un negozio di mobili.
- Vanessa "Van" Palmer (stagione 2-in corso, ricorrente stagione 1), interpretata da Lauren Ambrose (adulta) (stagioni 2-3) e da Liv Hewson (giovane) (stagione 2-in corso, ricorrente stagione 1), doppiata da Federica De Bortoli (adulta) e da Arianna Vignoli (giovane).
Nel passato era il portiere delle Yellowjackets e aveva una relazione segreta con Taissa. Da adulta è divenuta proprietaria di una videoteca e le è stato diagnosticato un cancro terminale.
- Charlotte "Lottie" Matthews (stagione 2-in corso, ricorrente stagione 1), interpretata da Simone Kessell (adulta) (stagioni 2-3) e da Courtney Eaton (giovane) (stagione 2-in corso, ricorrente stagione 1), doppiata da Chiara Colizzi (adulta) e da Sara Labidi (giovane).
Giocatrice delle Yellowjackets proveniente da una famiglia facoltosa. I suoi genitori hanno messo a disposizione il volo privato schiantatosi nelle foreste dell'Ontario. Soffre di schizofrenia sin da bambina, ha visioni del futuro e nel corso dei diciannove mesi di isolamento emerge come una sorta di sacerdotessa del gruppo. Da adulta, Lottie gestisce un "ritiro del benessere" chiamato Camp Green Pine, dove porta Natalie per aiutarla con i suoi problemi.
- Travis Martinez (stagione 2-in corso, ricorrente stagione 1), interpretato da Kevin Alves (giovane) e Andres Soto (adulto) (stagione 2), doppiato da Federico Campaiola (giovane).
Figlio maggiore del coach Martinez, che dopo l'incidente aereo intraprende una relazione con Natalie. È, con Natalie, il più abile tiratore del gruppo e viene scelto come cacciatore e affidatario del fucile. Negli anni successivi ha avuto una relazione altalenante con Natalie, e viene trovato impiccato a una gru, nella fattoria dove lavorava.
- Callie Sadecki (stagione 3-in corso, ricorrente stagioni 1-2), interpretata da Sarah Desjardins, doppiata da Roisin Nicosia.
Figlia adolescente di Shauna e Jeff.

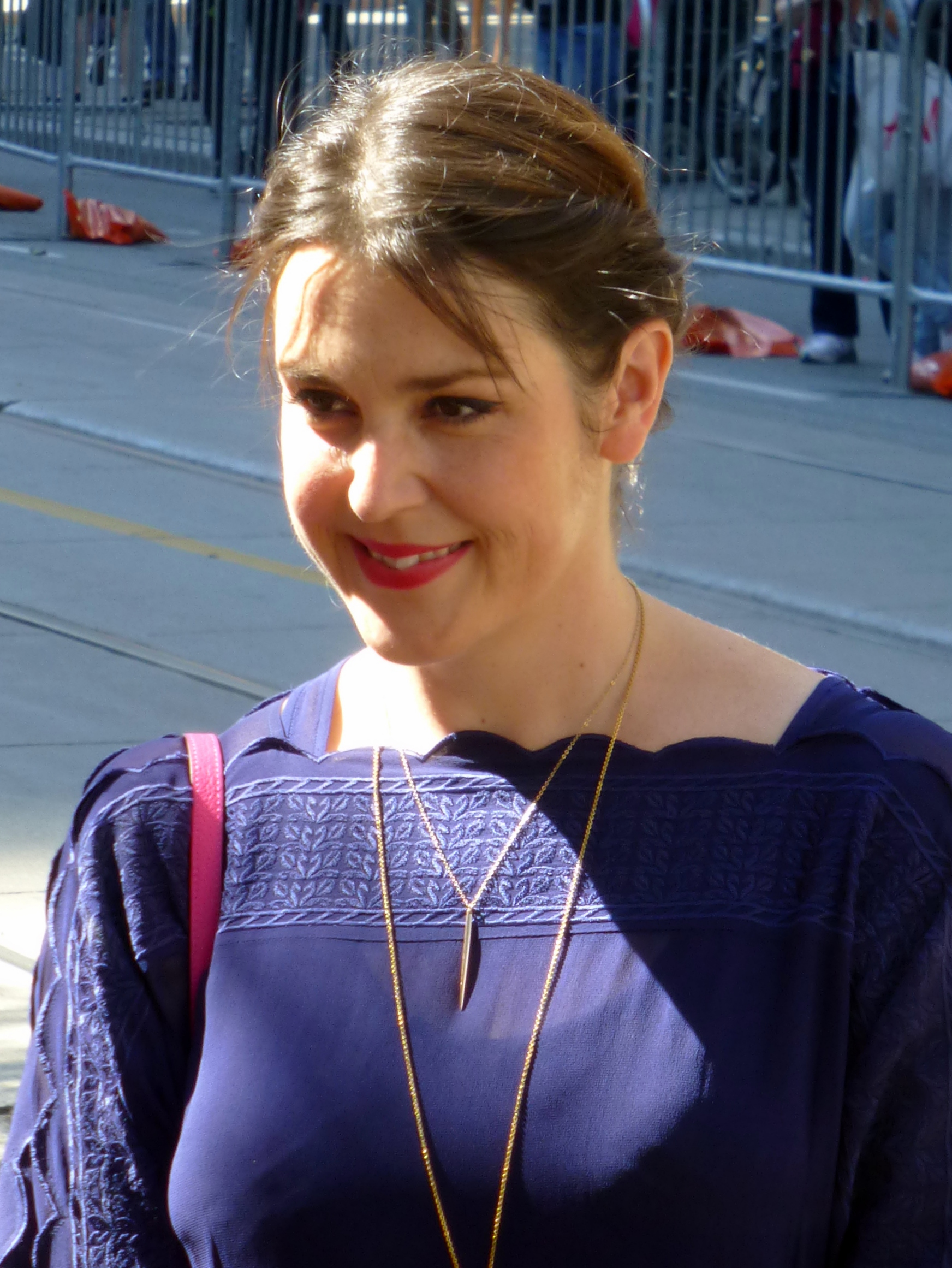
Melanie Lynskey
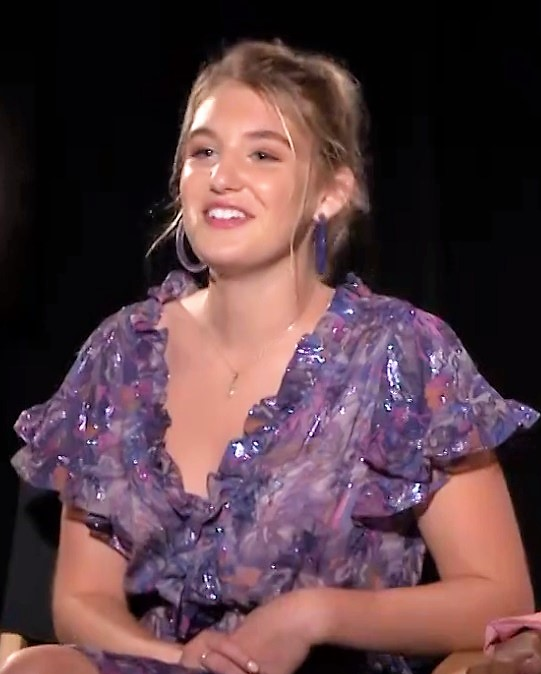
Sophie Nélisse
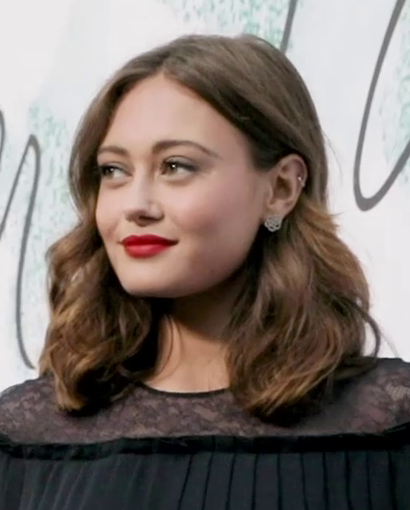
Ella Purnell
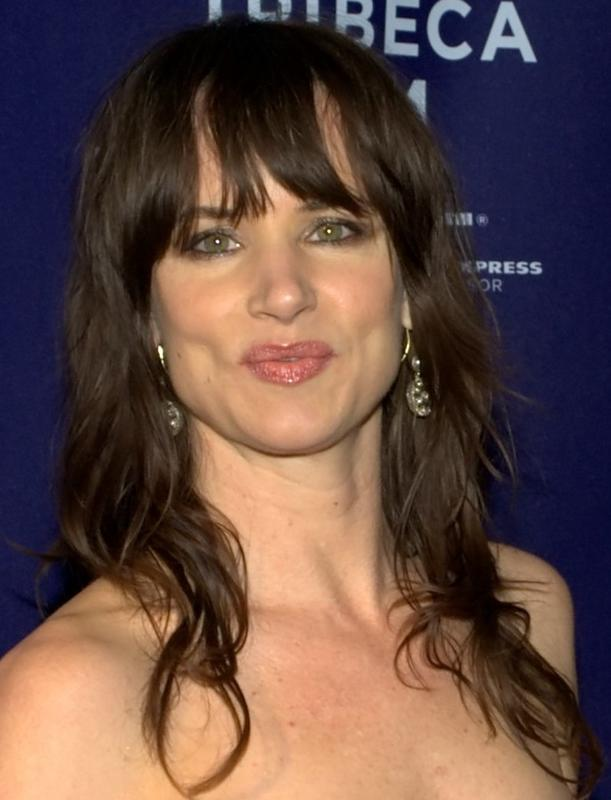
Juliette Lewis
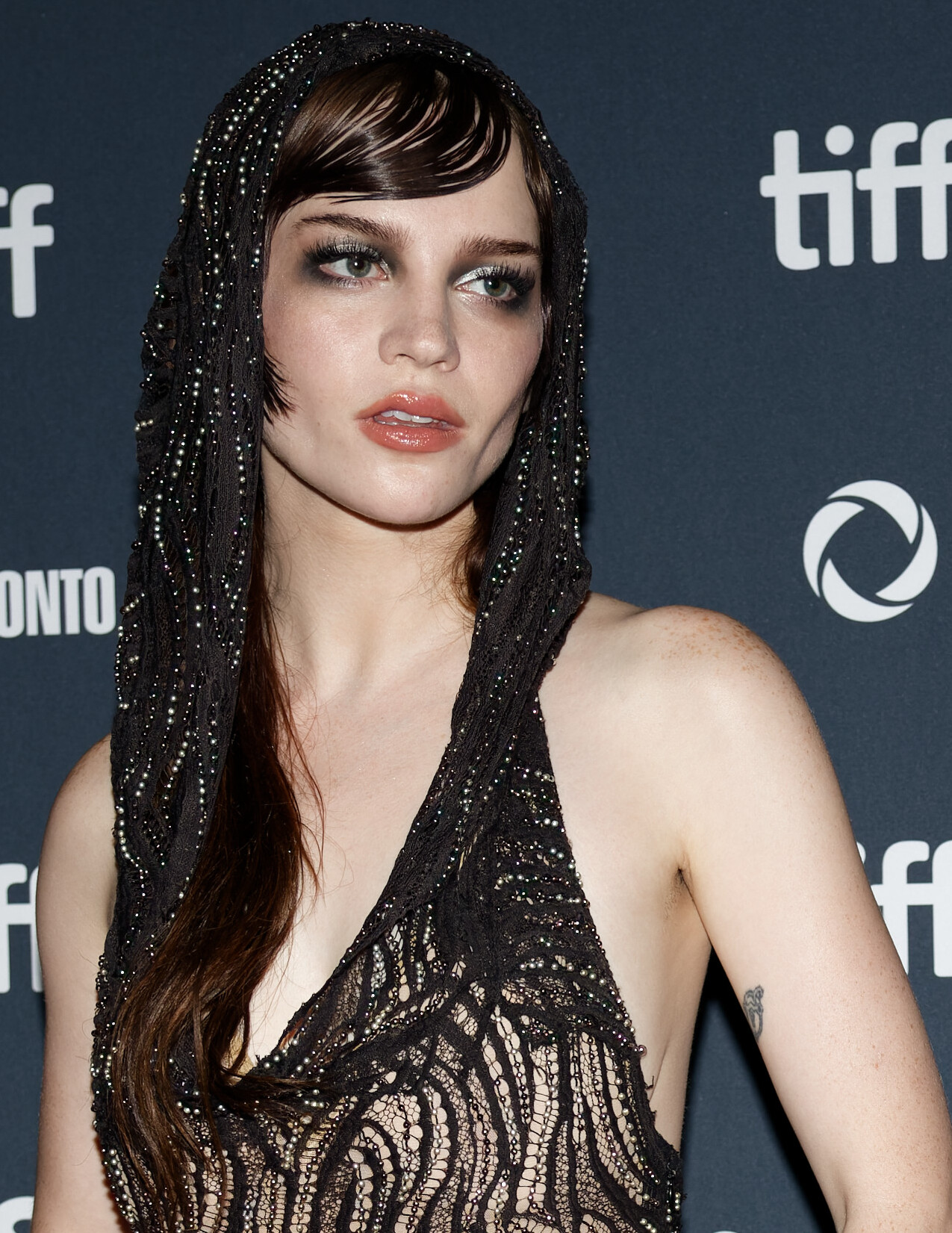
Sophie Thatcher
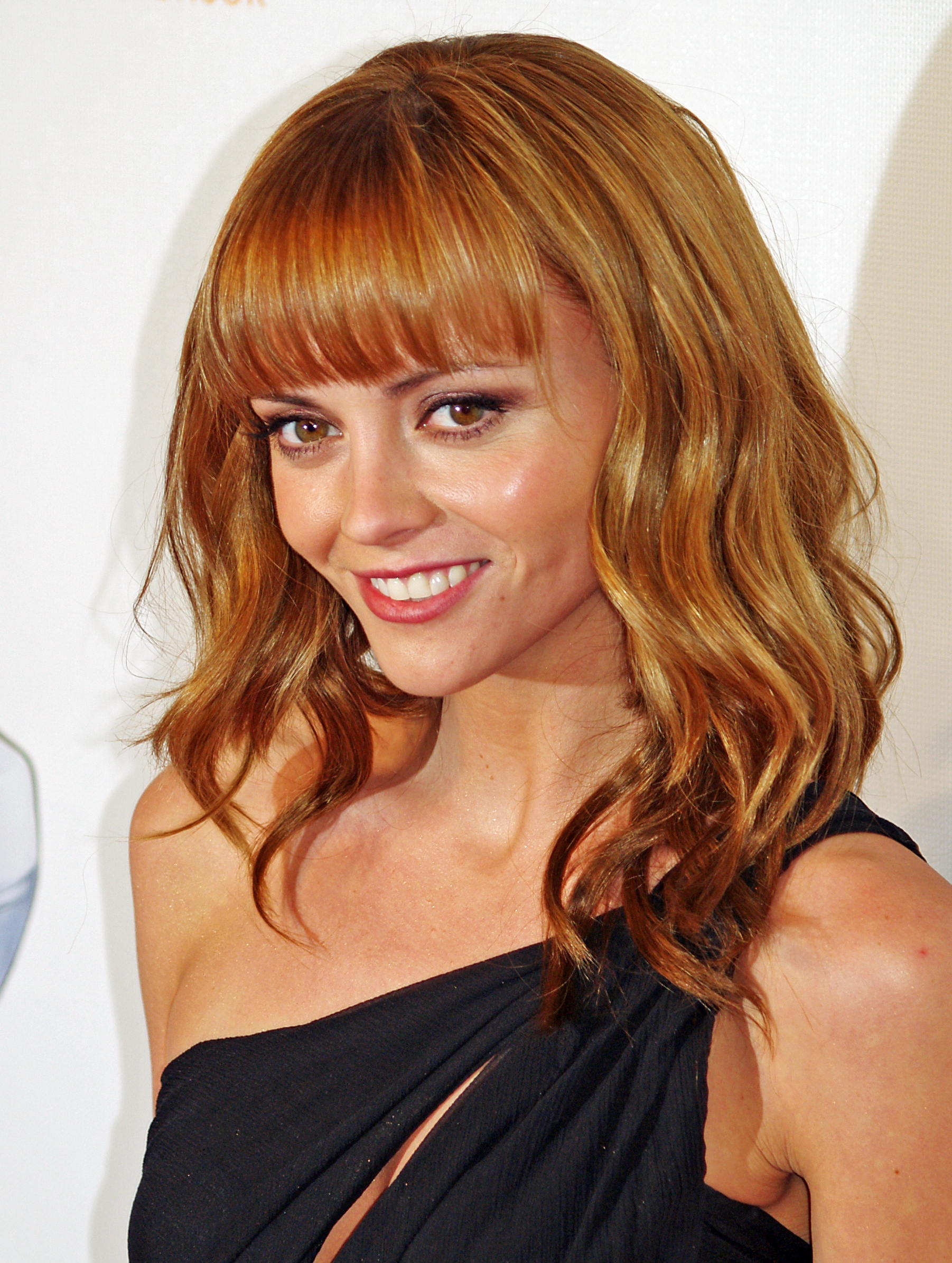
Christina Ricci
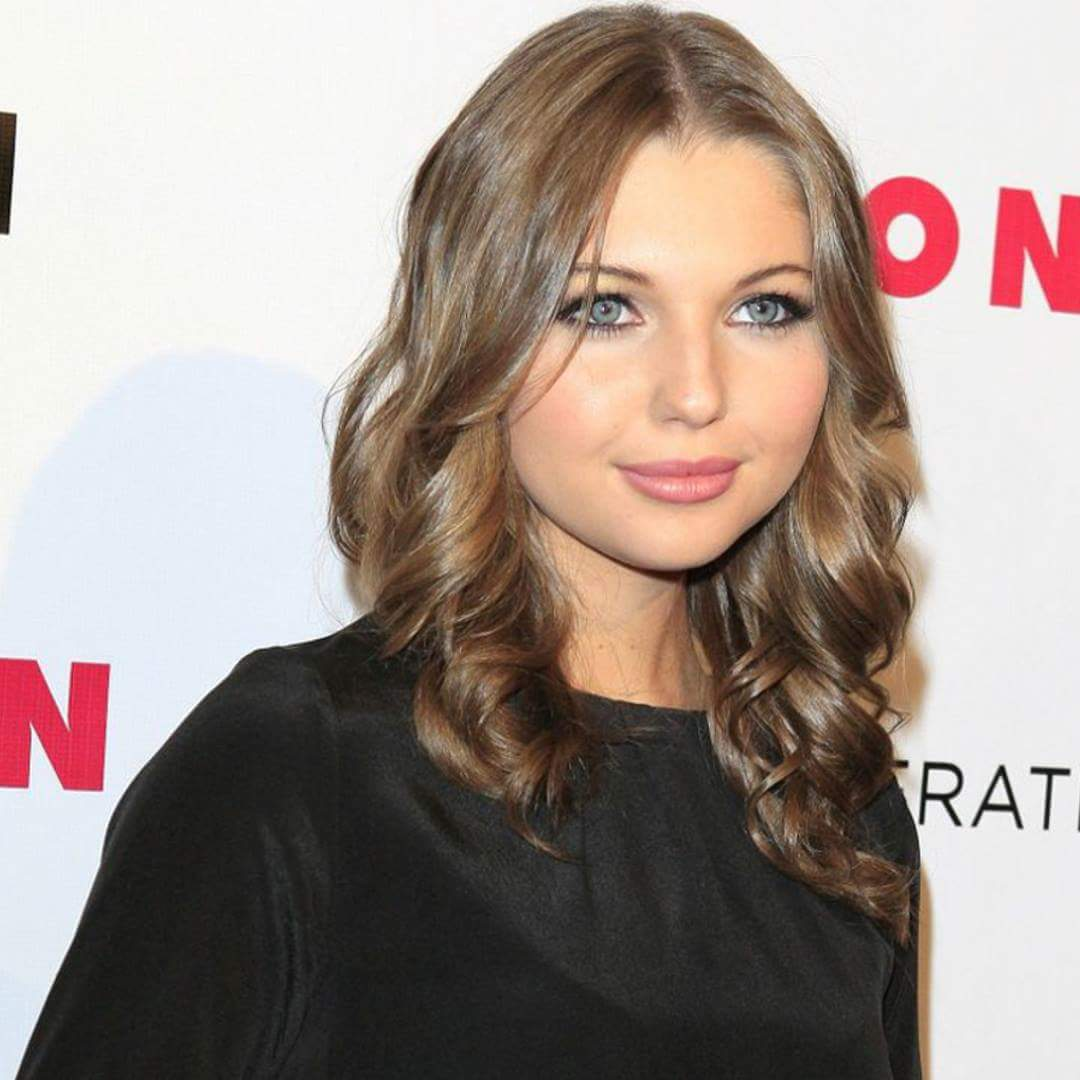
Sammi Hanratty
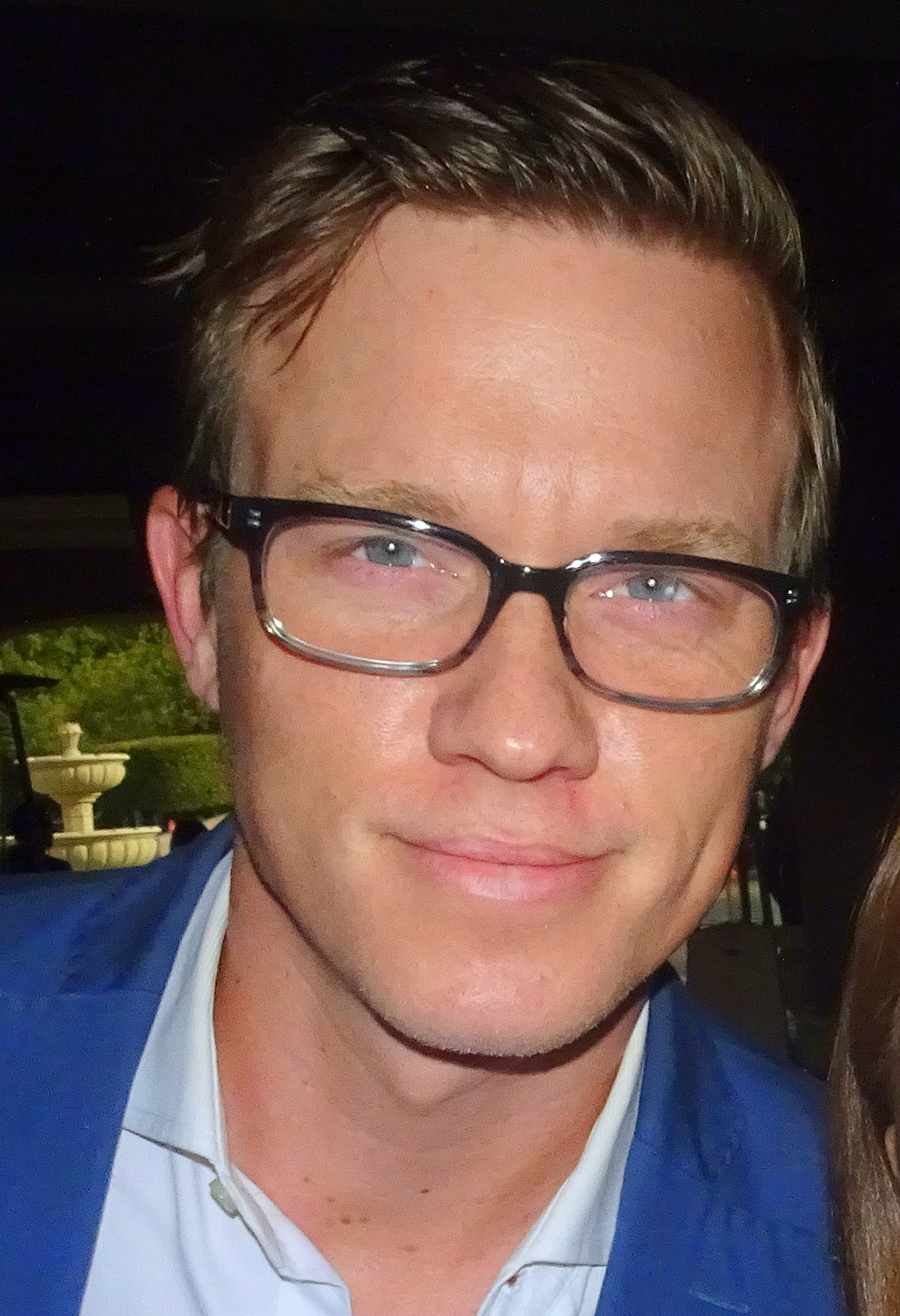
Warren Kole
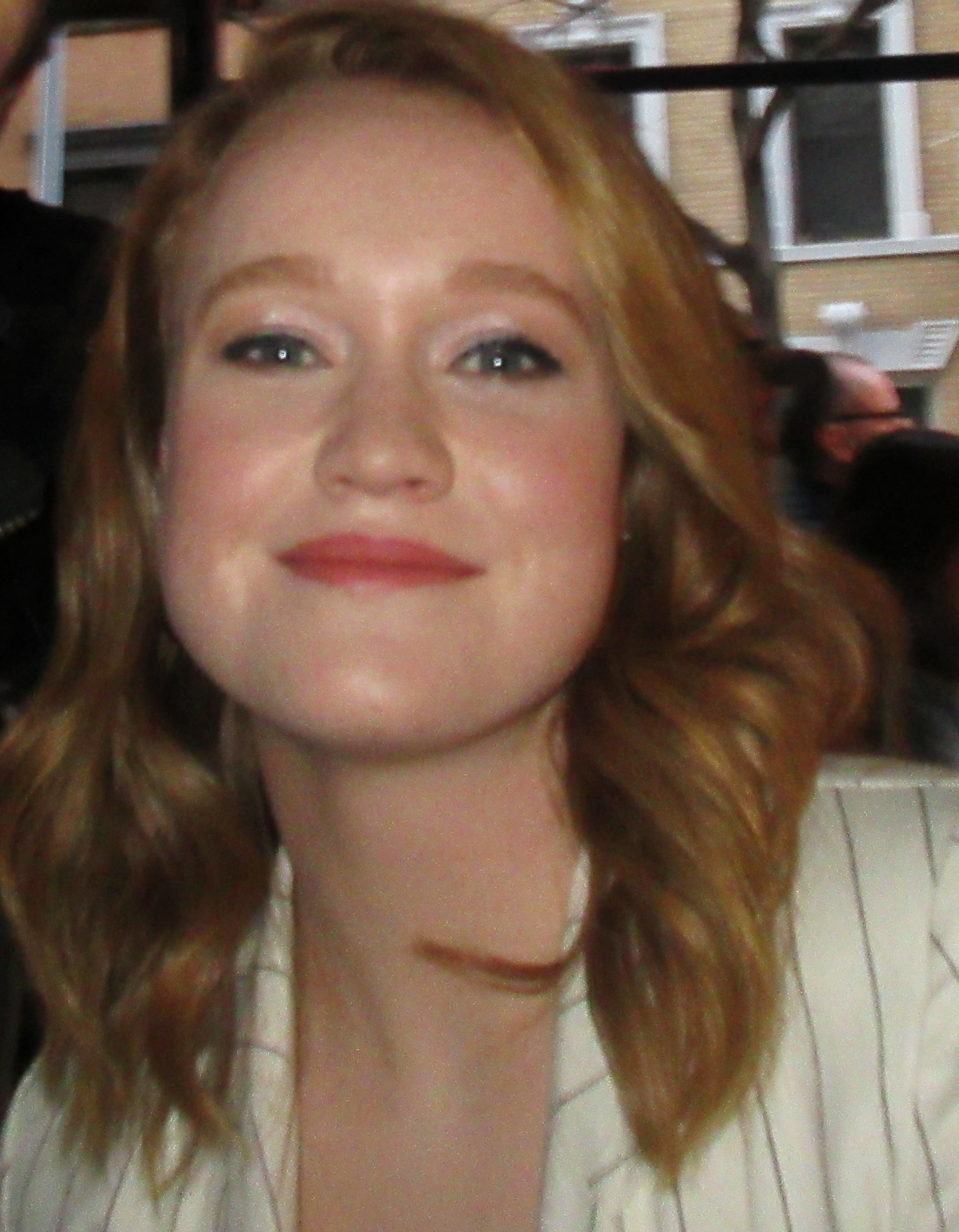
Liv Hewson
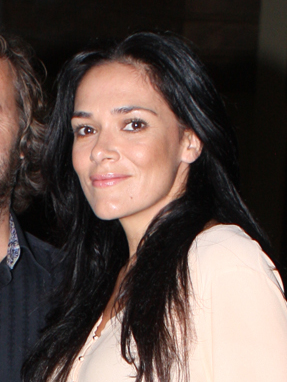
Simone Kessell
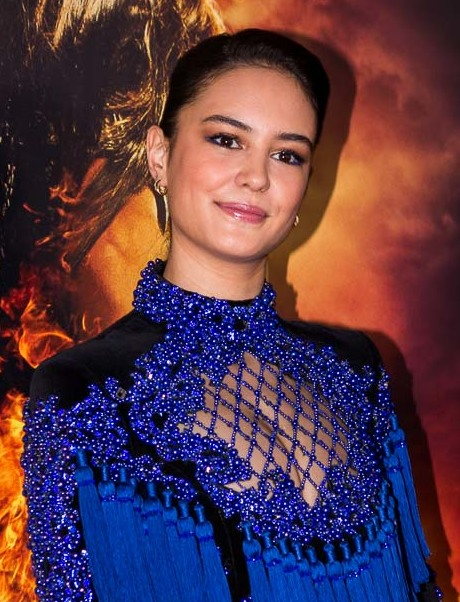
Courtney Eaton

### Ricorrenti
- Akilah (stagione 1-in corso), interpretata da Keeya King (stagione 1) e da Nia Sondaya (stagione 2-in corso), doppiata da Erica Necci.
Una delle Yellowjackets, che dopo l'incidente trova e adotta un topolino che tiene segretamente in tasca, per poi in seguito scoprire che il topolino era morto fin dall'inizio e quindi quando lo vedeva vivo era solo un'allucinazione dovuta alla fame.
- Laura Lee (stagione 1, guest stagione 2), interpretata da Jane Widdop, doppiata da Luna Iansante.
Una delle Yellowjackets, ragazza profondamente religiosa e devota. Dorme sempre con un teddy bear di nome Leonard. Nel corso dei primi mesi di isolamento nei boschi si convince di poter provare a fuggire col Cessna trovato vicino al capanno, ma muore quando l'aereo esplode a causa di un malfunzionamento.
- Mari Ibarra (stagioni 1-3), interpretata da Alexa Barajas, doppiata da Agnese Marteddu.
Una delle Yellowjackets devota a Lottie.
- Jessica Roberts (stagione 1), interpretata da Rekha Sharma, doppiata da Selvaggia Quattrini.
Finge di essere una giornalista per indagare sulle Yellowjackets nel presente, ingaggiata da Taissa.
- Javi Martinez (stagioni 1-2), interpretato da Luciano Leroux.
Figlio minore del coach Martinez e fratello di Travis. Scompare durante una festa organizzata dalle Yellowjackets nei boschi e viene dato per morto durante l'inverno.
- Simone Abara (stagione 1-in corso), interpretata da Rukiya Bernard, doppiata da Eleonora Reti.
Moglie di Taissa.
- Sammy Abara-Turner (stagione 1-in corso), interpretato da Aiden Stoxx.
Figlio di Taissa e Simone.
- Adam Martin (stagione 1), interpretato da Peter Gadiot, doppiato da Stefano Sperduti.
Artista che inizia una relazione con Shauna dopo che hanno avuto un incidente d'auto.
- Kevyn Tan (stagioni 1-2), interpretato da Alex Wyndham (adulto) e Charlie Wright (giovane), doppiato da Gianfranco Mirandal (adulto).
Nel passato è il miglior amico di Natalie. Nel presente è un detective di Wiskayok.
- Randy Walsh (stagione 1-in corso), interpretato da Jeff Holman (adulto) e Riley Baron (giovane).
Miglior amico di Jeff Sadecki sia nel passato che nel presente.
- Kyle (stagioni 1-2), interpretato da Khobe Clarke.
Il fidanzato di Callie, che lei lascia dopo aver scoperto che i suoi genitori sono coinvoli con l'omicidio di Adam.
- Ilana (stagione 1-in corso), interpretata da Kelsey Lopes.
La migliore amica di Callie.
- Gen (stagione 1-in corso), interpretata da Mya Lowe (stagioni 1-2) e da Vanessa Prasad (stagione 3).
Un membro delle Yellowjackets.
- Lisa (stagione 2, guest star stagione 3), interpretata da Nicole Maines, doppiata da Federica Mete.
Nel presente è una seguace di Lottie che cerca di riprendersi da un trauma passato.
- Walter Tattersall (stagione 2-in corso), interpretato da Elijah Wood, doppiato da Davide Perino.
Cittadino detective e blogger che indaga sui sopravvissuti insieme a Misty.
- Crystal (stagione 2), interpretata da Nuha Jes Izman, doppiata da Alice Venditti.
Un membro delle Yellowjackets, che ama la musica e il teatro, che stringe un legame di amicizia con Misty.
- Melissa / Kelly (stagione 2-in corso), interpretata da Jenna Burgess (giovane) e da Hilary Swank (adulta) (guest star stagione 3), doppiata da Rachel Chelini (giovane) e da Laura Lenghi (adulta).
Membro delle Yellowjackets e migliore amica di Gen. Nel presente assume l'identità di Kelly, è sposata con Alex e ha una figlia.
- Matt Saracusa (stagione 2), interpretato da John Reynolds, doppiato da Emanuele Ruzza.
Detective collega di Kevyn che indaga sulla morte di Adam.
- Paul (stagione 2), interpretato da François Arnaud, doppiato da Alessio Puccio.
Scrittore di New York e fidanzato segreto del coach Scott.
- Hannah Sophia Finch (stagione 3), interpretata da Ashley Sutton, doppiata da Sara Ferranti.
Scienziata che studia le rane insieme al marito Edwin.
- Kodiak (stagione 3), interpretato da Joel McHale, doppiato da Francesco Bulckaen.
 Guida ambientale escursionistica che brandisce una balestra, assunta da Edwin e Hannah che si imbatte nelle Yellowjackets nella foresta.

### Guest star
- Signora Taylor (stagione 1), interpretata da Gabrielle Rose.
Madre di Jackie.
- Bill Martinez (stagione 1), interpretato da Carlos Sanz.
Responsabile della squadra di calcio delle Yellowjackets e padre di Travis and Javi, morto dopo lo schianto dell'aereo.
- Allie Stevens (stagione 1), interpretata da Tonya Cornelisse (adulta) e da Pearl Amanda Dickson (giovane).
Nel passato era una nuova giocatrice delle Yellowjackets che a causa di un infortunio alla gamba causato da Taissa non è potuta partire con la squadra per partecipare al torneo. Nel presente organizza la riunione dei compagni di classe del 1996 della Wiskayok High School, ricordando le Yellowjackets e il loro tragico incidente.
- Caligula (stagione 2), interpretato da John Cameron Mitchell.
Personificazione umana del pappagallo di Misty.
- Edwin (stagione 3), interpretato da Nelson Franklin, doppiato da Edoardo Stoppacciaro.
Scienziato che studia la riproduzione delle rane urlatrici e marito di Hannah, che scopre l'accampamento delle Yellowjackets.

## Produzione
Il 9 maggio 2018 fu annunciato che Showtime aveva acquistato i diritti per Yellowjackets da Entertainment One, con Drew Comins come produttore esecutivo insieme ai creatori della serie Ashley Lyle e Bart Nickerson. Nel settembre 2019 fu riportato che l'emittente aveva ordinato l'episodio pilota con Karyn Kusama come regista con la sceneggiatura di Lyle e Nickerson, e la produzione fissata a Los Angeles.
Il 16 dicembre 2021 la serie è stata rinnovata per una seconda stagione trasmessa dal 26 marzo 2023.
Il 15 dicembre 2022, tre mesi prima del debutto della seconda stagione, Showtime ha rinnovato la serie per una terza stagione.
Nel giugno 2023 la creatrice della serie Ashley Lyle ha confermato che un episodio bonus sarà trasmesso tra la seconda e la terza stagione.
Il 20 maggio 2025 la serie è stata rinnovata per una quarta stagione.

### Casting
Nell'ottobre 2019 Melanie Lynskey, Tawny Cypress e Jasmin Savoy Brown sono state assegnate nei ruoli principali, con Juliette Lewis, Christina Ricci, Ella Purnell, Sammi Hanratty, Sophie Thatcher, Sophie Nélisse e Amy Okuda che si sono unite al cast in novembre. Nel mese successivo, Ava Allan, Courtney Eaton, Briana Venskus e Liv Hewson sono state assegnate nei ruoli ricorrenti, con Warren Kole, Peter Gadiot, Keeya King, Alex Wyndham, Sarah Desjardins, Kevin Alves e Alexa Barajas uniti al cast nel giugno 2021.
Nell'agosto 2022 Lauren Ambrose e Simone Kessell sono state annunciate nel cast della seconda stagione per interpretare le versioni adulte di Van e Lottie. Elijah Wood e Nuha Jes Izman sono entrati nel cast in ruoli ricorrenti mentre il ruolo di Travis adolescente, interpretato da Kevin Alves, è stato promosso nel cast principale. Nel gennaio 2023 è stato comunicato che Keeya King aveva lasciato la serie, il suo ruolo di Akilah è stato rimpiazzato da Nia Sondaya. Nicole Maines è stata scelta per interpretare Lisa e François Arnaud nel ruolo di Paul.
Nell'agosto 2024 Joel McHale è stato annunciato nel cast della terza stagione. Nel settembre seguente Hilary Swank è stata scritturata nel cast della terza stagione. Nel gennaio 2025 Ashley Sutton è stata annunciata come guest star nella terza stagione.

### Riprese
La lavorazione dell'episodio pilota iniziò nel novembre 2019, e dall'agosto 2020, la serie è stata posticipata nella stagione 2020-2021. Nel dicembre 2020 Showtime ha ordinato la produzione dell’intera serie. Le riprese del resto della prima stagione sono avvenute a Vancouver dal 3 maggio al 28 settembre 2021.
Le riprese della seconda stagione sono iniziate nell'agosto 2022, col primo episodio diretto da Daisy von Scherler Mayer. Nel febbraio 2023, il cast della linea temporale degli anni '90 ha completato di girare le sue scene.
Le riprese della terza stagione sono iniziate il 14 maggio 2024, dopo essere state rinviate a causa degli scioperi della WGA e SAG-AFTRA. I co-showrunner Bart Nickerson e Jonathan Lisco faranno il loro debutto come registi in questa stagione. Nickerson dirigerà il primo episodio e Lisco il terzo.

## Distribuzione
Negli Stati Uniti Yellowjackets è trasmessa dal 14 novembre 2021 su Showtime.
In Italia la prima stagione è andata in onda su Sky Atlantic dal 17 novembre 2021 al 19 gennaio 2022. Dalla seconda stagione è distribuita su Paramount+ dal 12 aprile 2023. La terza stagione è pubblicata dal 14 febbraio 2025.

### Edizione italiana
La direzione del doppiaggio è a cura di Laura Romano, su dialoghi di Salvatore Fabozzi, Micaela Incitti, Paola Valentini e Manuela Lomeo, per conto di Cast doppiaggio.

## Accoglienza

### Critica

#### Stagione 1
La prima stagione ha ricevuto recensioni positive dalla critica. Rotten Tomatoes
riporta il 100% delle recensioni professionali positive, con un voto medio di 8,20 su 10 basato su 77 critiche. Il consenso critico del sito web indica: «Una fusione di generi che si fonde in modo regolare, Yellowjackets presenta un mistero avvincente con molta durezza.» Metacritic, invece, ha assegnato un punteggio di 78 su 100 basato su 28 recensioni, indicando "recensioni generalmente favorevoli".
I primi sei episodi sono stati consegnati ai critici per recensire la serie prima del debutto. Kristen Baldwin di Entertainment Weekly ha valutato la serie con B+ e ha elogiato le interpretazioni e la storia.
Scrivendo per Rolling Stone, Alan Sepinwall ha assegnato alla serie tre stelle e mezzo su cinque e descrivendola come una combinazione de Il signore delle mosche, It, Lost, Alone e i lavori di Megan Abbott.

#### Stagione 2
La seconda stagione ha ricevuto recensioni positive dalla critica. Rotten Tomatoes riporta il 94% delle recensioni professionali positive, con un voto medio di 8,15 su 10 basato su 170 critiche. Il consenso critico del sito web indica: «Avendo già fatto una notevole prima impressione, Yellowjackets si avvolge in una seconda stagione in preparazione del lungo raggio -- fortunatamente, le superbe interpretazioni e l'atmosfera ipnotica sono ottime sostitute per soluzioni rapide.» Metacritic, invece, ha assegnato un punteggio di 77 su 100 basato su 30 recensioni, indicando "recensioni generalmente favorevoli".

#### Stagione 3
La terza stagione della serie ha ricevuto recensioni generalmente positive dalla critica. Rotten Tomatoes riporta l'84% delle recensioni professionali positive, con un voto medio di 7,25 su 10 basato su 121 critiche. Il consenso critico del sito web indica: «Ancora al suo meglio quando si perde nella natura selvaggia, la terza stagione di Yellowjackets è inevitabilmente incostante ma portata avanti senza sforzo dai suoi elementi più efficaci.» Metacritic ha assegnato un punteggio di 64 su 100 basato su 23 recensioni, indicando "recensioni generalmente favorevoli".

## Primati
Yellowjackets è la seconda serie più vista in streaming nella storia di Showtime dopo Dexter: New Blood.
La prima stagione ha avuto in media più di 5 milioni di telespettatori ogni settimana, la più elevata per una nuova serie sull'emittente da Billions nel 2016.

## Riconoscimenti
Stagione 1
- 2022 – Astra TV Awards[45]
  - Miglior attrice in una serie drammatica di una rete televisiva o via cavo a Melanie Lynskey
  - Miglior regia in una serie drammatica di una rete televisiva o via cavo a Karyn Kusama per l'episodio Passato presente
  - Candidatura alla miglior attrice in una serie drammatica di una rete televisiva o via cavo a Juliette Lewis
  - Candidatura alla miglior serie drammatica di una rete via cavo
  - Candidatura alla miglior attrice non protagonista in una serie drammatica di una rete televisiva o via cavo a Christina Ricci
  - Candidatura alla miglior sceneggiatura in una serie drammatica di una rete televisiva o via cavo a Ashley Lyle e Bart Nickerson per l'episodio Passato presente
- 2022 – Critics' Choice Television Awards[46]
  - Candidatura alla miglior serie drammatica
  - Candidatura alla migliore attrice in una serie drammatica a Melanie Lynskey
- 2022 – Critics' Choice Super Awards[47]
  - Miglior serie horror
  - Miglior attrice in una serie horror a Melanie Lynskey
- 2022 – GLAAD Media Awards[48]
  - Candidatura alla miglior nuova serie
- 2022 – Gotham Independent Film Awards[49]
  - Candidatura alla serie rivelazione - forma lunga
  - Candidatura alla miglior interpretazione in una nuova serie a Melanie Lynskey
- 2022 – Saturn Award[50]
  - Candidatura alla miglior serie d'azione e thriller di una rete televisiva o via cavo
  - Candidatura alla miglior attrice in una serie di una rete televisiva o via cavo a Melanie Lynskey
- 2022 – Television Critics Association Awards[51]
  - Candidatura per il riconoscimento individuale in una serie drammatica a Melanie Lynskey
  - Candidatura per il miglior riconoscimento per una serie drammatica
  - Candidatura alla miglior nuova serie
  - Candidatura alla serie dell'anno
- 2022 – Writers Guild of America Awards[52]
  - Candidatura alla miglior serie drammatica
  - Candidatura alla miglior nuova serie
- 2022 – Premio Emmy[53]
  - Candidatura alla miglior serie drammatica
  - Candidatura alla miglior attrice in una serie drammatica a Melanie Lynskey
  - Candidatura alla miglior attrice non protagonista in una serie drammatica a Christina Ricci
  - Candidatura alla miglior regia per una serie drammatica a Karyn Kusama, per l'episodio "Passato presente"
  - Candidatura alla miglior sceneggiatura per una serie drammatica a Jonathan Lisco, Ashley Lyle e Bart Nickerson, per l'episodio "Fa diesis"
  - Candidatura alla miglior sceneggiatura per una serie drammatica a Ashley Lyle e Bart Nickerson, per l'episodio "Passato presente"
  - Candidatura al miglior casting per una serie drammatica a Junie Lowry Johnson, Libby Goldstein, Corinne Clark e Jennifer Page

Stagione 2
- 2023 – Astra Creative Arts TV Awards[54]
  - Candidatura alla miglior attrice guest star in una serie drammatica a Ella Purnell
  - Candidatura al miglior casting in una serie drammatica
  - Candidatura ai migliori costumi contemporanei in una serie
- 2023 – Astra TV Awards[54]
  - Candidatura alla miglior serie drammatica di una rete via cavo
  - Candidatura alla miglior attrice in una serie drammatica di una rete televisiva o via cavo a Melanie Lynskey e Juliette Lewis
  - Candidatura al miglior attore non protagonista in una serie drammatica di una rete televisiva o via cavo a Elijah Wood
  - Candidatura alla miglior attrice non protagonista in una serie drammatica di una rete televisiva o via cavo a Christina Ricci, Lauren Ambrose e Sophie Thatcher
  - Candidatura alla miglior regia in una serie drammatica di una rete televisiva o via cavo a Ben Semanoff per l'episodio Complesso di adipe e Karyn Kusama per l'episodio Narrazione
  - Candidatura alla miglior sceneggiatura in una serie drammatica di una rete televisiva o via cavo a Jonathan Lisco per l'episodio Complesso di adipe e a Liz Phang e Rich Monahan per l'episodio Sepoltura
- 2024 – Critics' Choice Television Award[55]
  - Candidatura alla miglior attrice non protagonista in una serie drammatica a Christina Ricci
- 2024 – Critics' Choice Super Awards[56]
  - Candidatura alla miglior serie horror, miniserie o film TV
  - Candidatura alla miglior attrice in una serie horror, miniserie o film TV a Melanie Lynskey
- 2023 – Premio Emmy[57]
  - Candidatura per la miglior serie drammatica
  - Candidatura per la miglior attrice protagonista in una serie drammatica a Melanie Lynskey
- 2024 – GLAAD Media Awards[58]
  - Candidatura alla miglior serie drammatica
- 2024 – Golden Globe[59]
  - Candidatura alla miglior attrice non protagonista in una serie a Christina Ricci
- 2024 – Satellite Award[60][61]
  - Miglior serie televisiva per genere
  - Miglior attrice non protagonista in una serie, miniserie o film TV a Christina Ricci
  - Candidatura alla miglior attrice in una serie drammatica a Melanie Lynskey
- 2024 – Saturn Award[62]
  - Candidatura alla miglior serie di avventura, azione o thriller
- 2023 – Television Critics Association Awards[63]
  - Candidatura per il miglior riconoscimento per una serie drammatica
- 2023 – Writers Guild of America Awards[64]
  - Candidatura alla miglior serie drammatica

Stagione 3
- 2025 – Astra TV Awards[65][66]
  - Miglior attrice guest star in una serie drammatica a Hilary Swank
  - Candidatura alla miglior attrice protagonista in una serie drammatica a Melanie Lynskey
  - Candidatura al miglior attore guest star in una serie drammatica a Joel McHale
  - Candidatura al miglior cast in una serie drammatica in streaming
  - Candidatura alla miglior regia in una serie drammatica a Jennifer Morrison per l'episodio Gracidio